# 음력 4월 10일
음력 4월 10일은 음력 4월의 10번째 날이다.

## 문화
- 2022년 - 대한민국 제20대 대통령 윤석열 취임.

## 탄생
- 1397년 - 조선 제4대 국왕 세종대왕. (율리우스력 5월 7일/그레고리력 5월 15일)
- 1991년 - 대한민국의 배우 강훈.

## 사망
- 407년 - 가락국의 제5대 왕 이시품왕.

## 같이 보기
- 음력 360일: 1월 2월 3월 4월 5월 6월 7월 8월 9월 10월 11월 12월
- 전날:4월 9일 다음날:4월 11일 - 전달:3월 10일 다음달:5월 10일
- 양력:4월 10일
- 음력, 윤달